# Nun danket all und bringet Ehr
Nun danket all und bringet Ehr (en français : « Maintenant, rendons tous grâce et rendons gloire ») est une hymne luthérienne en allemand, dont le texte a été écrit par Paul Gerhardt et publié pour la première fois en 1647 dans le recueil Praxis pietatis melica de Johann Crüger. C'est un chant d'action de grâces qui apparaît dans de nombreux recueils d'hymnes chrétiens, notamment l’Evangelisches Gesangbuch (référence EG322) et le Gotteslob (en) catholique (référence GL 403).

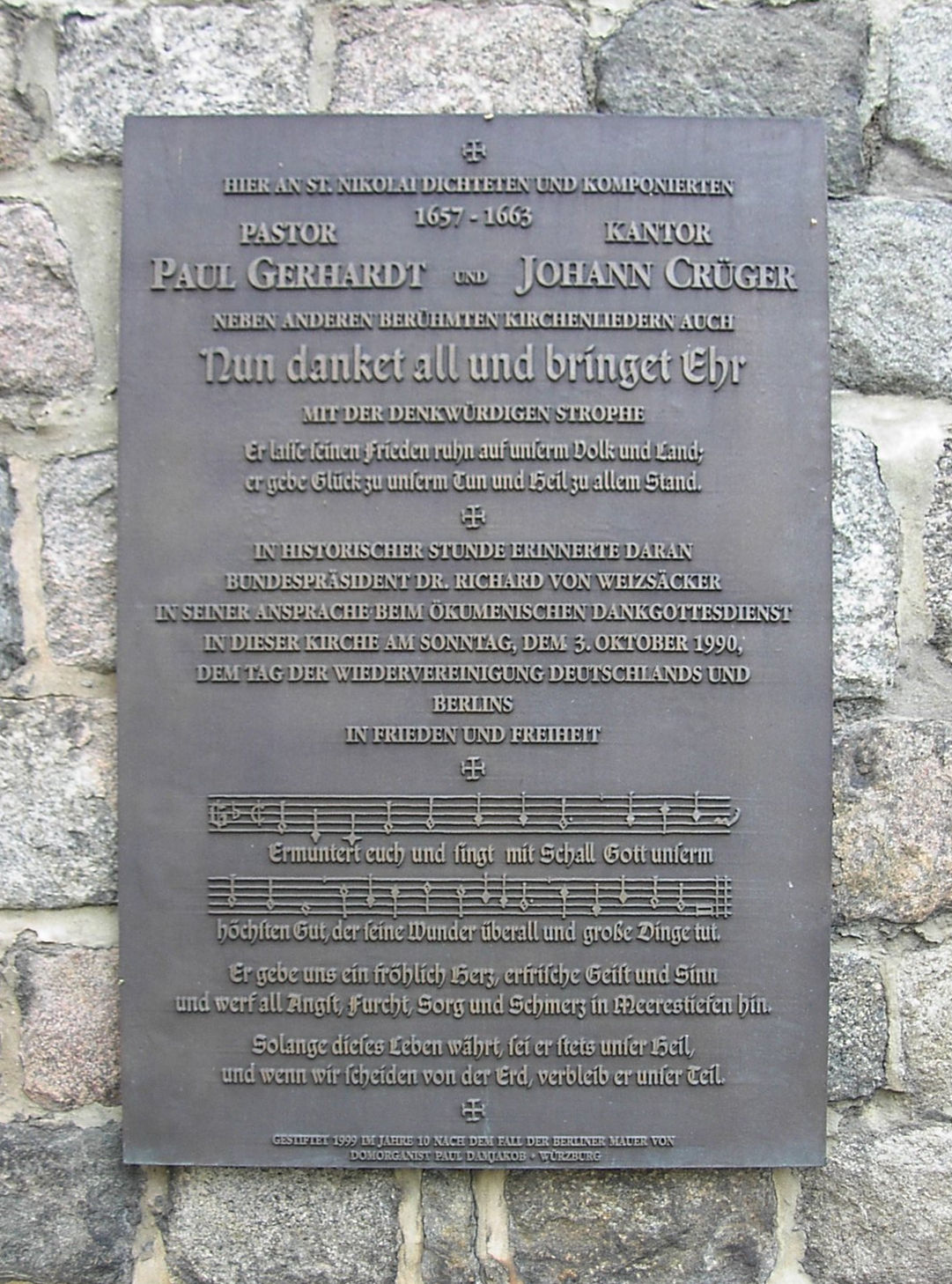
Plaque commémorative "Nun danket all und bringet Ehr" à l’Église Saint-Nicolas de Berlin.

Il a été mis en musique par de nombreux compositeurs du XVIIe au XXIe siècle, s'appuyant ou non sur la mélodie originale proposée par Johann Crüger dans la seconde édition de son recueil en 1653, notamment la cantate chorale no. 2, op. 11 de Hugo Distler (première moitié du XXe siècle) et la toccata sur Nun danket all und bringet Ehr d'Ulrich Metzner (2009).
En langue française, la mélodie de Johann Crüger a inspiré le cantique Dieu fait de nous en Jésus Christ de Didier Rimaud, au XXe siècle ; en langue anglaise, l'hymne d'Isaac Watts This is the day the Lord hath made utilise la même mélodie.